# Protallagma
Protallagma is een geslacht van libellen (Odonata) uit de familie van de waterjuffers (Coenagrionidae).

## Soorten
Protallagma omvat 1 soort:
- Protallagma titicacae (Calvert, 1909)